# Hans Candrian
Hans Candrian   (Flims, 6 de març de 1938 - Coira, 9 de gener de 1999) fou un pilot de bob suís que va competir durant les dècades de 1960 i 1970.
El 1968 va prendre part en els Jocs Olímpics d'Hivern de Grenoble, on va disputar les dues proves del programa de bob. Fent equip amb Jean Wicki, Willi Hofmann i Walter Graf va guanyar la medalla de bronze en la prova de bobs a 4, mentre en la de bobs a 2 fou novè. Quatre anys més tard, als Jocs de Sapporo, tornà a disputar les dues proves del programa de bob. Fou quart en la prova de bobs a quatre i setè en la de bobs a 2.
En el seu palmarès també destaquen dues medalles de plata i dues de bronze al Campionat del món de bob.